# Friedrich Wilhelm von Schlitz genannt von Görtz

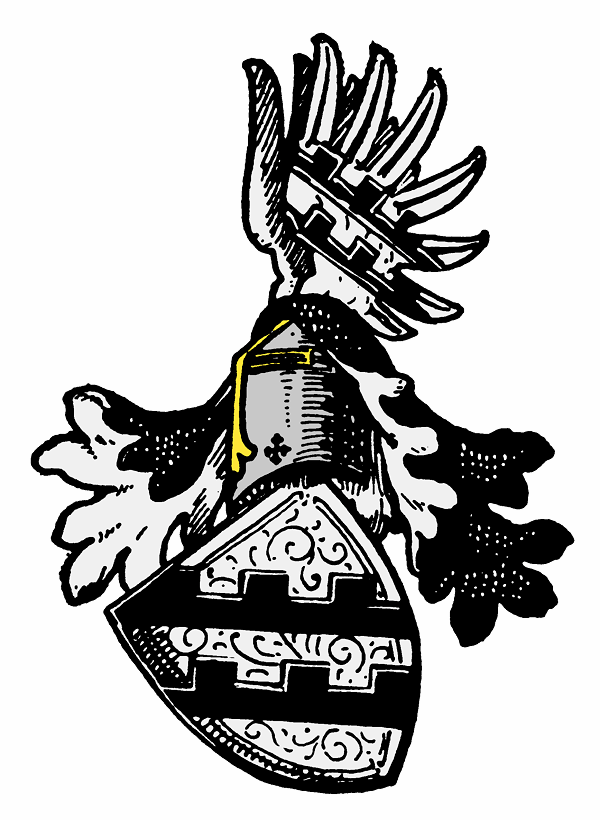
Wappen derer von Schlitz gen. von Görtz

Friedrich Wilhelm Graf von Schlitz genannt von Görtz (* 15. Februar 1793 in Frankfurt am Main; † 31. Dezember 1839 in Schlitz) war ein deutscher Politiker und Mitglied der Ersten Kammer der Landstände des Großherzogtums Hessen.

## Leben

### Herkunft und Familie
Friedrich Wilhelm von Schlitz genannt von Görtz entstammte dem fuldischen Adelsgeschlecht von Schlitz, das erstmals 1126 urkundlich nachgewiesen wird und edelfreien Vasallen der Reichsabtei Fulda entsprang. In der ersten Hälfte des 14. Jahrhunderts setzten sich in den verschiedenen Linien abweichende Beinamen wie Schlitz genannt Görtz durch, bei denen der Beiname in der Folgezeit zum Hauptname wurde.
Er war ein Sohn des Standesherrn Carl Heinrich von Schlitz genannt von Görtz (1752–1826) und dessen Ehefrau Henriette Gräfin von Wurmser (1767–1821, Tochter des Feldmarschalls Dagobert Sigmund von Wurmser).
Am 5. September 1820 heiratete er Juliane Gräfin von Giech (1801–1831), mit der er den Sohn Karl (1822–1885) hatte. Dieser wurde sein Nachfolger als Standesherr.

### Wirken
1826 trat er die Nachfolge seines Vaters in der Standesherrschaft an und war in dieser Eigenschaft bis 1839 Mitglied der Ersten Kammer des Landtags des Großherzogtums Hessen. Da er 1831 unter Vormundschaft gestellt wurde, nahm er nicht an den Sitzungen des Parlaments teil und hatte auch keinen Vertreter.